# Victorin Hulot d'Ervy
Pour les articles homonymes, voir Hulot.
Victorin Hulot d'Ervy est  un  personnage de La Comédie humaine d'Honoré de Balzac. 
Fils de la baronne et du baron Hulot d'Ervy, il épouse en 1836 la fille de Célestin Crevel. Il a déjà acheté en 1834 un hôtel particulier près de la rue de la Paix, mais il n'a pu en payer que la moitié. Il est à cette époque avocat et député, mais il doit payer l'usurier Vauvinet, qui possède déjà des lettres de change de son père, le baron Hector Hulot. Il propose sa garantie hypothécaire.
Avec Léon Giraud, un des membres du Cénacle, il veut créer un noyau de progressistes chez les conservateurs. Il rachète les lettres de change de son père. Élu député du centre gauche, consultant de la préfecture de police et conseil de la Liste civile, il recueille chez lui sa mère et sa sœur.
Il refuse d'assister au mariage de son beau-père Crevel avec Valérie Marneffe. Madame de Saint-Estève lui propose de les débarrasser de Valérie Marneffe. Le lendemain, un faux prêtre annoncé par madame de Saint-Estève lui remet quatre-vingt mille francs. En 1846, il apprend que son père s'est remarié avec une fille de cuisine.
Victorin Hulot d'Ervy apparaît aussi dans :
- La Femme auteur

## Sources
Pour les références, voir :